# Bulgarisch-Kroatischer Krieg (854)
Der Bulgarisch-Kroatische Krieg von 854 war ein militärischer Konflikt zwischen dem Ersten Bulgarischen Reich und dem Herzogtum Kroatien vor dem Hintergrund der Auseinandersetzungen Bulgariens mit dem Ostfränkischen Reich und Byzanz.
Um die Mitte des 9. Jahrhunderts hatte sich Bulgarien zur dominierenden Macht auf dem zentralen, östlichen und nördlichen Balkan entwickelt. Im Jahr 852 trat dort Khan Boris I. die Nachfolge seines verstorbenen Vaters Presian I. an, der gleich zu Beginn seiner Regierung dem Byzantinischen Reich mit einem erneuten Krieg drohte. Dieses scheute aber vor einer Auseinandersetzung zurück und überließ den Bulgaren ohne jede militärische Aktion ein Gebiet im Strandscha-Gebirge.
Noch 852 entsandte Boris I. auch Emissäre in das Ostfränkische Reich, um den 845 geschlossenen Friedensvertrag zwischen beiden Staaten zu erneuern. Doch trotz des gegenseitigen Austausches von Delegationen konnte keine abschließende Einigung erzielt werden. Stattdessen kam es 854 zu einem Bündnis zwischen Boris I. und dem mährischen Fürsten Rastislav, das sich nun gegen den ostfränkischen König Ludwig II. den Deutschen richtete. (In einigen Quellen wird  behauptet, verschiedene fränkische Große hätten den Khan zum Krieg gegen ihren Herrscher aufgefordert.) Dieser sicherte sich in der drohenden Auseinandersetzung die Unterstützung von Knes Trpimir I., der als fränkischer Vasall über das dalmatinische Herzogtum Kroatien herrschte, für das die fortgesetzte bulgarische Expansion ebenfalls eine existenzielle Bedrohung bedeutete.
Der Krieg von 854 soll mit dem Eindringen der Bulgaren in Kroatien begonnen haben, doch ist es nicht ausgeschlossen, dass Trpimir I. – von Ludwig II. finanziell unterstützt – einen präventiven  Angriff gegen den Nachbarn führte. Zur einzigen Schlacht kam es jedenfalls im Nordosten des heutigen Bosnien, in der keine Seite einen eindeutigen Sieg errang. Die beiden Fürsten traten daraufhin in Verhandlungen, tauschten Geschenke und vereinbarten abschließend einen Frieden, der die gemeinsame Grenze am Fluss Drina festschrieb, die heute wieder zwischen Serbien und Bosnien-Herzegowina besteht.
Erfolgreicher agierte Ludwig II., dem sogar ein Vorstoß nach Bulgarien gelang. Da somit ein Teil des bulgarischen Heeres im Nordwesten gebunden war, sah auch der byzantinische Kaiser Michael III. eine günstige Gelegenheit, verlorene Gebiete für das Reich zurückzugewinnen. Er und sein Mitregent Bardas drangen in Bulgarien ein und konnten neben den Schwarzmeerhäfen um die Bucht von Burgas auch den Nordosten von Thrakien sowie Philippolis (Plovdiv) in Besitz nehmen. Boris I. war gezwungen, das Bündnis mit Rastislav aufzugeben, um den Konflikt mit Ludwig II. zu beenden, und wandte sich dann gegen den neuen Feind.
856 schlossen die Gegner Frieden, in dem Boris I. die Stadt Plovidv zurückerhielt.